# تم دختران (حسین‌آباد مرادخان)
تم دختران (حسین‌آباد مرادخان) مربوط به هزاره اول قبل از میلاد است و در شهرستان کهنوج، بخش رودبار، روستای حسین‌آباد مرادخان واقع شده و این اثر در تاریخ ۲۷ مرداد ۱۳۸۲ با شمارهٔ ثبت ۹۵۸۴ به‌عنوان یکی از آثار ملی ایران به ثبت رسیده است.